# Плевиньский, Себастьян
Себастьян Плевиньский (польск. Sebastian Plewiński; род. 5 марта 1988, Легница) — польский певец. Работает в качестве представителя польской телекомпании TVP на многих международных фестивалях в стране и за рубежом, которые включены в список FIDOF.

## Биография
Родился в Легнице. Начал заниматься музыкой в Молодёжном культурном центре в Легнице, где совершенствовал свой голос, дикцию, интерпретацию песни, фразировку. Участвовал в многочисленных музыкальных семинарах для артистов, которые вели Гражина Лобашевская, Эльжбета Запендовска, Анна Серафиньская, Мечислав Щесняк, Януш Стоклоса, Януш Юзефович, Джоанна Загданьска, Януш Шром и Маржена Слюсарска.
Пять лет работал в качестве представителя польского телевидения TVP на многих международных фестивалях в стране и за рубежом, которые включены в список FIDOF. Является лауреатом телевизионной программы: «Возможность в случае успеха» (польск. Szansa na sukces; 2003-2004г.) и «Талант для таланта» (польск. Talent za talent; 2003-2004г.). Он пел, и давал концерты, среди прочего, в России, Болгарии, Румынии, Казахстане, Германии, Эстонии, Латвии, Литве, Беларуси, Украины, Венгрии.

## Достижения
- 2008: I место и Главный приз директора фестиваля — Международный фестиваль песни Эстрадной и роковой музыки в Новосибирске — Россия, передача РТР Планета
- 2008: Золотой Самовар — I место, Фестиваль: Фестиваль песни российской — Зелёная Гура
- 2008: GRAND PRIX — Международный фестиваль песни — «Muszelki Wigier 2008» -категория: вокал, Suwalki
- 2008: Национальный финал — Национальный финал преселекции конкурса песни (Песня ДЛЯ ЕВРОПЫ), Евровидение 2008 Варшава, телевизионная передача TVP1, TV POLONIA
- 2007: ГЛАВНАЯ ПРЕМИЯ РАДИО, ГЛАВНАЯ ПРЕМИЯ TB MTV ITALIA и ПРЕМИЯ ЖУРНАЛИСТОВ — Международный фестиваль песни Эстрадной для самого лучшего певца и европейской песни в Pompei, Итали
- 2007: III место — Фестиваль: Международный фестиваль исполнителей песни «ПЕСНИ МИРА» в Кишиневе, Молдова
- 2007: II место и Премия Польского телевидения A.O. TV POLONIA — Фестиваль, композиторов и авторов текста ZAKR «Miedzyzdroje 2007» ZAKR, Międzyzdroje, прямая телевизионная передача на канале TVP1 и TV POLONIA
- 2007: Золотая лира — III место — Международный фестиваль песни «Славянски базар» в Витебске, Беларусь, телевизионная трансляция TVP1
- 2006: GRAND PRIX и Приз Польского Телевидения TVP 1 — III Международный фестиваль песни им. Анны Янтар в сентябре. Сентябрь, телевизионная трансляция TV POLONIA
- 2005: Приз Музыкальной Академии и Приз Специального Музыкального Комитета — III Международный фестиваль песни «Астана», Казахстан
- 2005: II место и Приз Специальный за профессионализм — Международный фестиваль песни ПОП DISCOVERY 2005 в Варне, Болгария, телевизионная трансляция TV POLONIA
- 2005: GRAND PIX — Международный фестиваль песни в Талине, Эстония
- 2005: GRAND PRIX — Международный фестиваль песни Эстрадной «Дорога к звездам» в Санкт — Петербурге, Россия
- 2003: Приз Специальный — Международный конкурс песни «The Golden Star» в Бухаресте, Румыния, телевизионная трансляция TVP1
- 2003: I место — Международный фестиваль песни «Славянски базар» в Витебске, Беларусь, телевизионная трансляция TVP1
- 2003: GRAND PRIX — Общепольский конкурс песни «Выиграй успех» в Тарнобжэгу, телевизионная трансляция TVP1
- 2003: Золотое Одобрение — Международный фестиваль песни и танца KONIN 2003 Eurokonkurs в Конине, FIDOF, телевизионная трансляция TVP1, TVP2, TV POLONIA
- 2003: GRAND PRIX — Общепольский конкурс песни 60-70-х годов в Вышкове
- 2002: I место — Международный фестиваль песни и танца, Болгария, телевизионная трансляция TVP1, TVB 2002: Приз Специальный — Международный фестиваль песни Эстрадной "Canzone Magica"в Риммини, Италия (представитель Польши) FIDOF
- 2001, 2003, 2004: I место — Международный фестиваль песни и танца в Вэспрэм, Венгрия